# 1940 في فنزويلا
فيما يلي قوائم الأحداث التي وقعت خلال عام 1940 في فنزويلا.

## رياضة
- 1 يناير – الدوري الفنزويلي الممتاز 1940 الفائز Unión S.C. [الإنجليزية]‏.

## مواليد

### مارس
- 31 مارس – غونزالو ماركيز لاعب كرة قاعدة فنزويلي.

### سبتمبر
- 25 سبتمبر – هوغو بلانكو موسيقي فنزويلي.

## وفيات

### يوليو
- 12 يوليو – ألفريدو جان (مواليد 1867) مهندس فنزويلي.